# Gościejewo (województwo wielkopolskie)
Gościejewo (niem. Gosciejewo) – wieś sołecka w Polsce położona w województwie wielkopolskim, w powiecie obornickim, w gminie Rogoźno przy drodze krajowej nr 11.
Wieś królewska należąca do starostwa rogozińskiego, pod koniec XVI wieku leżała w powiecie poznańskim województwa poznańskiego.
W 1942 okupanci niemieccy wprowadzili dla miejscowości nazwę hitlerowską Bülowsthal. W latach 1954–1959 wieś należała i była siedzibą władz gromady Gościejewo, po jej zniesieniu w gromadzie Rogoźno. W latach 1975–1998 miejscowość administracyjnie należała do województwa pilskiego. We wsi zachował się park dworski wpisany do rejestru zabytków pod numerem A-390 z 28.03.1981.
We wsi można obejrzeć Wystawę pojazdów militarnych.